# Las historias de Marta y Fernando
Las historias de Marta y Fernando es el título de una novela escrita por Gustavo Martín Garzo, ganadora del premio Nadal en 1999. Fue incluida en la lista de las 100 mejores novelas en español del siglo XX del periódico español «El Mundo».
Ambientada en Valladolid durante la Transición, narra la historia de una pareja y de la relación que hay entre ellos, del mundo en el que viven los enamorados. Se "analizan" mediante el diálogo las múltiples caras del enamoramiento, como pueden ser el gozo, la pasión, las discusiones y conflictos, las diminutas traiciones. En resumen una felicidad de la que es difícil ver que se esconde en sus sombras.